# Cantone di Melun-Nord
Il Cantone di Melun-Nord era una divisione amministrativa dell'arrondissement di Melun.
È stato soppresso a seguito della riforma complessiva dei cantoni del 2014, che è entrata in vigore con le elezioni dipartimentali del 2015.
Comprendeva parte della città di Melun e i comuni di:
- Maincy
- Montereau-sur-le-Jard
- Rubelles
- Saint-Germain-Laxis
- Vaux-le-Pénil
- Voisenon